# Episodi di Legends (prima stagione)
La prima stagione della serie televisiva Legends, composta da 10 episodi, è stata trasmessa negli Stati Uniti per la prima volta dall'emittente via cavo TNT dal 13 agosto all'8 ottobre 2014.
In Italia, la stagione è andata in onda in prima visione sul canale satellitare Fox dal 26 febbraio al 30 aprile 2015.
| nº | Titolo originale      | Titolo italiano        | Prima TV USA      | Prima TV Italia  |
| -- | --------------------- | ---------------------- | ----------------- | ---------------- |
| 1  | Pilot                 | Vita sotto copertura   | 13 agosto 2014    | 26 febbraio 2015 |
| 2  | Chemistry             | Chimica                | 20 agosto 2014    | 5 marzo 2015     |
| 3  | Lords of War          | I signori della guerra | 27 agosto 2014    | 12 marzo 2015    |
| 4  | Betrayal              | Rivelazioni            | 3 settembre 2014  | 19 marzo 2015    |
| 5  | Rogue                 | Complotto              | 10 settembre 2014 | 26 marzo 2015    |
| 6  | Gauntlet              | L'assalto              | 17 settembre 2014 | 2 aprile 2015    |
| 7  | Quicksand             | Intrighi pericolosi    | 24 settembre 2014 | 9 aprile 2015    |
| 8  | Iconoclast            | Il rapimento           | 1º ottobre 2014   | 16 aprile 2015   |
| 9  | Wilderness of Mirrors | Giochi di specchi      | 8 ottobre 2014    | 23 aprile 2015   |
| 10 | Identity              | Identità               | 8 ottobre 2014    | 30 aprile 2015   |